# اسکار انگلستاد
اسکار انگلستاد (نروژی: Oscar Engelstad; ۲ نوامبر ۱۸۸۲ – ۱۷ ژوئیهٔ ۱۹۷۲) ژیمناست هنری اهل نروژ بود.